# Lijst van voetbalinterlands Faeröer - Servië en Montenegro
Deze lijst van voetbalinterlands is een overzicht van alle officièle voetbalwedstrijden tussen de nationale teams van Faeröer en Servië en Montenegro. De landen speelden in totaal twee keer tegen elkaar. De eerste ontmoeting, een kwalificatiewedstrijd voor het Wereldkampioenschap voetbal 2002, werd gespeeld in Toftir op 6 juni 2001. Het laatste duel, de returnwedstrijd in dezelfde kwalificatiereeks, vond plaats op 15 augustus 2001 in Belgrado.

## Wedstrijden
| № | Plaats   | Datum            | Competitie           | Wedstrijd                      | Uitslag |
| - | -------- | ---------------- | -------------------- | ------------------------------ | ------- |
| 1 | Toftir   | 6 juni 2001      | WK 2002 kwalificatie | Faeröer – Servië en Montenegro | 0 – 6   |
| 2 | Belgrado | 15 augustus 2001 | WK 2002 kwalificatie | Servië en Montenegro – Faeröer | 2 – 0   |

## Samenvatting
| Competitie      | Totaal gespeeld | Winst Faeröer | Gelijk | Winst Servië en M. | Doelsaldo Faeröer – Servië en M. |
| --------------- | --------------- | ------------- | ------ | ------------------ | -------------------------------- |
| WK-kwalificatie | 2               | 0             | 0      | 2                  | 0 − 8                            |
| Totaal          | 2               | 0             | 0      | 2                  | 0 − 8                            |

Wedstrijden bepaald door strafschoppen worden, in lijn met de FIFA, als een gelijkspel gerekend.

## Details

### Eerste ontmoeting
| WK 2002 kwalificatie (Toftir, Faeröer, 6 juni 2001): |              | |
| Faeröer | 0 – 6        | Servië en Montenegro |
| | goals        | 16' Dejan Stanković 24' Mateja Kežman 49' Dejan Stanković 63' Savo Milošević 82' Mateja Kežman 89' Mateja Kežman                                                                             |
| Allan Simonsen | bondscoach   | Vujadin Boškov |
| Jákup Mikkelsen Fróði Benjaminsen Johan Byrial Hansen Jákup á Borg Hans Fróði Hansen Øssur Hansen Samal Joensen 88' Julian Johnsson 75' Christian Høgni Jacobsen 75' Uni Arge John Petersen | opstellingen | Radovan Radaković 43' Zoran Mirković Siniša Mihajlović Goran Đorović 70' Ljubinko Drulović Boban Dmitrović 46' Nikola Lazetić Dejan Stanković Predrag Mijatović Savo Milošević Mateja Kežman |
| Allan Mørkøre 75' Helgi Petersen 75' Jón Rói Jacobsen 88' | wissels      | 43' Goran Bunjevčević 46' Milan Obradović 70' Saša Ilić |
| Johan Byrial Hansen 55' | gele kaarten | 70' Dejan Stanković 87' Predrag Mijatović |

### Tweede ontmoeting
| WK 2002 kwalificatie (Belgrado, Servië en Montenegro, 15 augustus 2001): |              | |
| Servië en Montenegro | 2 – 0        | Faeröer |
| Siniša Mihajlović 23' Miroslav Đukić 86' | goals        | |
| Vujadin Boškov | bondscoach   | Allan Simonsen |
| Ivica Kralj Goran Đorović Ivan Tomić Miroslav Đukić Boban Dmitrović 67' Zoran Mirković Ljubinko Drulović 62' Siniša Mihajlović Mateja Kežman Predrag Mijatović Savo Milošević 46' | opstellingen | Jákup Mikkelsen Óli Johannesen Jens Kristian Hansen Johan Byrial Hansen Hans Fróði Hansen Øssur Hansen 89' Fróði Benjaminsen Julian Johnsson Jákup á Borg 83' John Petersen 64' Christian Høgni Jacobsen |
| Darko Kovačević 46' Nikola Lazetić 62' Predrag Đorđević 67' | wissels      | 64' Kurt Mørkøre 83' Súni Olsen 89' Rógvi Jacobsen |
| Zoran Mirković 78' | gele kaarten | 7' Fróði Benjaminsen 74' Óli Johannesen 78' Kurt Mørkøre 87' Øssur Hansen |